# Хоффман, Элизабет
Элизабет Хоффман (англ. Elizabeth Hoffman; 12 ноября 1946, Брин-Мар, Пенсильвания) — американский экономист и историк. Бакалавр (1968) Смитианского колледжа; магистр (1969) Пенсильванского университета; доктор философии Пенсильванского университета (1972: специальность — история) и Калифорнийского технологического института (1979; специальность — экономическая теория). Работала во Флоридском, Северо-Западном, Иллинойсском, Вайомингском, Аризонском университетах; университетах Пёрдью и Айова Стейт. Президент Ассоциации экономической науки (1989-1991).

## Основные произведения
- «Микроэкономика с вычислениями» (Microeconomics with Calculus, 1988, в соавторстве с Б. Бингером);
- «Экспериментальная экономика» (Experimental Economics, 1991).